# Regional Snowfall Index
| Kategorie | RSI-Werte | Beschreibung                |
| --------- | --------- | --------------------------- |
| 1         | 1–3       | Notable („nennenswert“)     |
| 2         | 3–6       | Significant („signifikant“) |
| 3         | 6–10      | Major („schwer“)            |
| 4         | 10–18     | Crippling („lähmend“)       |
| 5         | >18       | Extreme („extrem“)          |

Der Regional Snowfall Index (RSI) ist ein von der NOAA verwendetes System, um die gesellschaftlichen Auswirkungen von Winterstürmen in den sechs östlichsten Regionen der Vereinigten Staaten zu bewerten. Das System ersetzte die Northeast Snowfall Impact Scale (NESIS), die das National Climatic Data Center (NCDC) 2005 zu verwenden begann. Das NCDC hat RSI-Werte rückwirkend für mehr als 500 Winterstürme seit 1900 berechnet.
Der Index berücksichtigt die Bevölkerung und regionale Unterschiede, um die Auswirkungen des Schneefalls zu bewerten. So wird beispielsweise in Gebieten, in denen es durchschnittlich weniger schneit, bei gleicher Schneemenge ein höherer Wert errechnet, als in Gebieten, in denen starke Schneefälle nicht unüblich sind.

## Methode

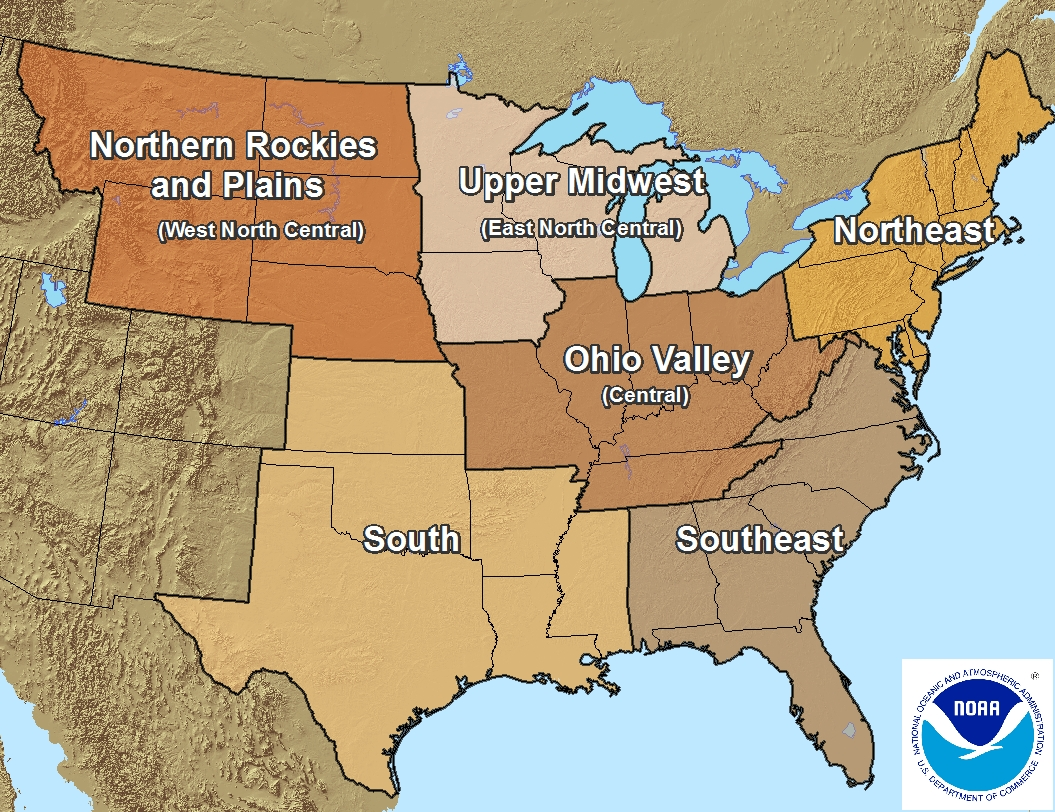
Die Karte zeigt die sechs Wetterregionen, für die der Regional Snowfall Index berechnet wird.

In jeder Region wurden vier Schwellen festgelegt, die auf klimatologischen Aufzeichnungen beruhen:
- ein Viertel der Schneemenge, die üblicherweise einmal in zehn Jahren auftritt
- die Hälfte der Schneemenge, die typischerweise einmal in 25 Jahren fällt
- die Schneemenge, die typischerweise einmal in 25 Jahren fällt
- das anderthalbfach der Schneemenge, die typischerweise einmal in 25 Jahren fällt

Zum Beispiel im Nordosten fallen an einem Ort 16 Zoll Schnee einmal in zehn Jahren und 20 Zoll einmal in 25 Jahren, sodass die Schwellen 4, 10, 20 und 30 Zoll sind.
Für jede Schwelle und in jeder Region wird die Fläche und Einwohnerzahl zugehörig zur Basislinie ermittelt, und bei einem gegebenen Sturm wird die Fläche, in der der Schneefall eine der Schwellen überschreitet normalisiert anhand des zur Basislinie gehörenden Wertes.  Im Nordosten beispielsweise wird das Gebiet, in denen mindestens vier Zoll Schnee fallen, durch 149.228 Quadratmeilen geteilt, und die Zahl der betroffenen Einwohner durch 51.553.600 (entsprechend der Daten des United States Census 2010).  Daraus ergeben sich acht verschiedene Werte, die darstellen, wie weitreichend der bestimmte Schneesturm ist im Vergleich zu den nennenswerten Schneestürmen (das sind die Schneestürme der Kategorie 1) der Region. Die Fläche und Bevölkerungszahl, die zur jeweiligen Basislinie gehört, entspricht der durchschnittlichen Fläche und Bevölkerungszahl von großflächigen Schneestürmen, sodass diese acht verschiedenen Werte zum Zwecke der Kalibrierung im Durchschnitt der nennenswert eingestuften Stürme den Wert 1 annehmen. Der RSI ist jeweils die Summe dieser acht Werte.